# ŽBK Dinamo Moskou
Zjenskij basketbolnyj kloeb Dinamo Moskva (Russisch: Женский баскетбольный клуб Динамо Москва), is een vrouwenbasketbalteam uit Moskou. Het is een onderdeel van de omnisportvereniging Dinamo. Dinamo komt uit in de hoogste divisie in Rusland.

## Geschiedenis

### Sovjet-Unie
De club werd opgericht op 18 april 1923. De club werd elf keer Landskampioen van Sovjet-Unie in 1937, 1938, 1939, 1940, 1944, 1945, 1948, 1950, 1953, 1957 en 1958. Ook werden ze twee keer Bekerwinnaar van de Sovjet-Unie in 1949 en 1953. In 1953 was Dinamo de eerste club die de dubbel (landskampioen en beker), haalde in het vrouwen basketbal van de Sovjet-Unie. In 1959 verloor Dinamo de finale om de FIBA Women's European Champions Cup, (voorloper van de EuroLeague Women), van Slavia Sofia uit Bulgarije met 40-63 en 44-34. De belangrijkste spelers waren Tatjana Ovetsjkina, Nina Maksimeljanova, Nina Maksimova, Nina Jerjomina, Tatjana Sorokina, Vera Charitonova, Nina Zacharova en Galina Voronina.

### Rusland
Na de ineenstorting van de Sovjet-Unie was Dinamo een van de sterkste clubs in de Russische competitie. De club werd vier keer Landskampioen van Rusland in 1998, 1999, 2000, 2001. In 2007 behaalde Dinamo groot succes door in de EuroCup Women finale Club Atletico Faenza uit Italië te verslaan met 74-61 en 76-56. In 2013 stond Dinamo voor de tweede keer in de finale van de EuroCup Women. Ze wonnen van Kayseri Kaski SK uit Turkije. De eerste wedstrijd wonnen ze met 66-61 en de tweede wedstrijd verloren ze met 70-74. Toch was dat genoeg voor de eindoverwinning. In de strijd om de FIBA Europe SuperCup Women 2013, verloor Dinamo van UMMC Jekaterinenburg uit Rusland met 63-72. In 2014 stond Dinamo weer in de finale van de EuroCup Women. Nu wonnen ze van Dinamo Koersk uit Rusland. De eerste wedstrijd wonnen ze met 97-65 en verloren ze de tweede wedstrijd met 61-85. Sue Bird, Diana Taurasi en Anete Jēkabsone-Žogota hebben in het verleden bij de ploeg uit Rusland gespeeld.

## Resultaten

### Staafdiagram
Het cijfer in iedere staaf is de bereikte positie aan het eind van de competitie.
| 1 |

| 1 |

| 1 |

| 1 |

| 1 |

| 1 |

| 3 |

| 2 |

| 1 |

| 3 |

| 1 |

| 2 |

| 3 |

| 1 |

| 2 |

| 3 |

| x² |

| 1 |

| 1 |

| x² |

| 4 |

| 8 |

| 4 |

| x² |

| 4 |

| 13 |

| 3 |

| x² |

| 6 |

| 7 |

| 6 |

| 5 |

| 11 |

| 13 |

| 6 |

| 4 |

| 4 |

| 2 |

| 3 |

| 3 |

| 4 |

| 5 |

| 7 |

| 12 |

| ? |

| ? |

| ? |

| ? |

| ? |

| ? |

| ? |

| ? |

| ? |

| ? |

| ? |

| ? |

| 3 |

| 2 |

| 3 |

| 1 |

| 1 |

| 1 |

| 1 |

| 3 |

| 4 |

| 8 |

| 2 |

| 3 |

| 4 |

| 9 |

| 4 |

| 8 |

| 7 |

| 5 |

| 5 |

| 4 |

| 7 |

| 9 |

| 4 |

| 9 |

| 10 |

| 9 |

| 10 |

| 10 |

| 12 |

| 11 |

| 11 |

| Landskampioen Sovjet-Unie           |
| Landskampioen Sovjet-Unie B Divisie |
| Landskampioen GOS                   |
| Landskampioen Rusland               |

| Landskampioen Sovjet-Unie           |
| Landskampioen Sovjet-Unie B Divisie |
| Landskampioen GOS                   |
| Landskampioen Rusland               |

² In 1956, 1959, 1963 en 1967 werd er gespeeld door steden teams en nationale teams van de SSR

## Erelijst
- Landskampioen Sovjet-Unie: 11
  - Winnaar: 1937, 1938, 1939, 1940, 1944, 1945, 1948, 1950, 1953, 1957, 1958
  - Tweede: 1947, 1951, 1954, 1977
  - Derde: 1946, 1949, 1952, 1955, 1966, 1978, 1979
- Bekerwinnaar Sovjet-Unie: 2
  - Winnaar: 1949, 1953
  - Runner-up: 1951
- Landskampioen Rusland: 4
  - Winnaar: 1998, 1999, 2000, 2001
  - Tweede: 1996, 2005
  - Derde: 1995, 1997, 2002, 2006
- Bekerwinnaar Rusland:
  - Runner-up: 2007
- FIBA Women's European Champions Cup:
  - Runner-up: 1959
- EuroCup Women: 3
  - Winnaar: 2007, 2013, 2014
  - Derde: 2004
- FIBA Europe SuperCup Women:
  - Runner-up: 2013

## Bekende (oud-)spelers

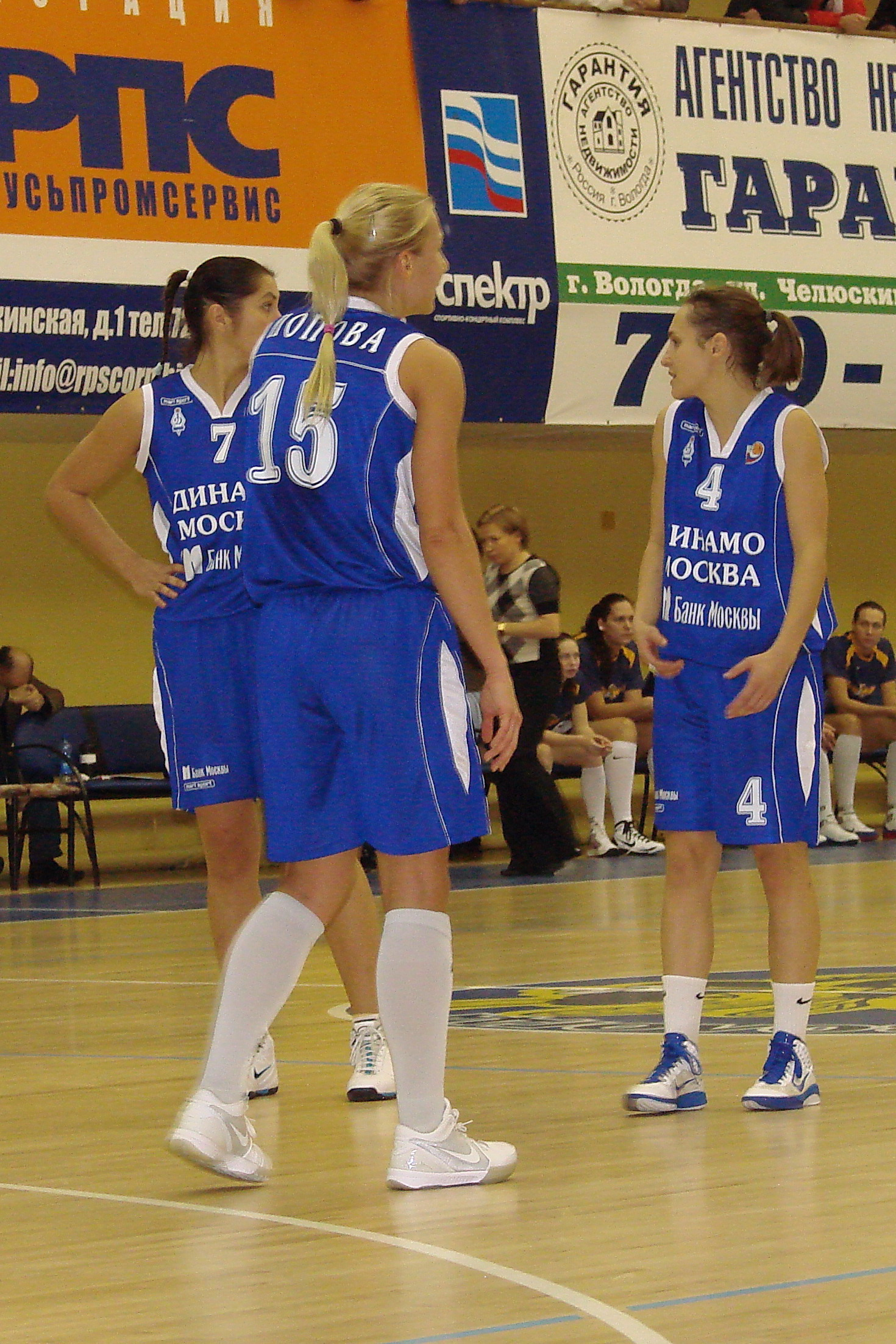
ŽBK Dinamo Moskou

| - - Jelena Baranova - - Vera Bessonova - - Ljoedmila Boebtsjikova - - Vera Charitonova - - Viktoria Dmitriejeva - - Ljoedmila Jerjomina - - Nina Jerjomina - - Ljoedmila Koeznetsova - - Ljoebov Lobanova - - Nina Maksimeljanova - - Nina Maksimova - - Jekaterina Mefodjeva - - Olga Michajlova - - Tatjana Ovetsjkina - - Irina Plesjakova - - Vera Serova - - Vera Sjendel - - Tatjana Sorokina - - Galina Voronina - - Nina Zacharova - - Jevgenia Zarkovskaja - - Natalja Zasoelskaja - - Militsa Zjarkova | - - Tamāra Dauniene - - Alena Sjvajbovitsj - - Irina Soemnikova - Tatjana Abrikosova - Svetlana Abrosimova - Kristina Alikina - Anna Arestenok - Jelena Chartsjenko - Veronika Dorosjeva - Jekaterina Fedorenkova - Olga Firsova - Ljoedmila Foertseva - Nadezjda Grisjaeva - Maria Kalmykova - Jelena Karpova - Marina Koezina - Jelena Koezmina - Ilona Korstin - Aleksandra Kostina - Aleksandra Latysjeva - Anna Lesjkovtseva - Jelena Minajeva - Anastasia Loginova | - Anastasia Logoenova - Olga Novikova - Irina Osipova - Natalja Perevoznikova - Anna Petrakova - Irina Plesjakova - Tatjana Popova - Natalja Potemina - - Oksana Rachmatoelina - Albina Razjeva - Jekaterina Roezanova - - Maria Samoroekova - Ljoedmila Sapova - Maria Savina - Elen Sjakirova - Tatjana Sjtsjegoleva - Irina Sokolovskaja - Aleksandra Stoljar - Jekaterina Sytnjak - - Ksenia Tichonenko - Joelia Tokareva - Maria Tsjerepanova - Tatjana Vidmer | - Natalja Vodopjanova - Svetlana Zaboloejeva - Oksana Zakaljoechnaja - Natalja Zjedik - Tammy Sutton-Brown - Anete Jēkabsone-Žogota - - Katsjaryna Snytsina - Nuria Martínez - Snežana Aleksić - Nataša Anđelić - Ana Dabović - Seimone Augustus - Sue Bird - Rebekkah Brunson - Tina Charles - Crystal Langhorne - Michelle Snow - Diana Taurasi - Kristi Toliver - Lindsay Whalen - Volha Padabed |

## Bekende (oud-)coaches
- - Aleksandr Zinin (1933-1940)
- - Vasili Kolpakov (1944-)
- - Stepan Spandarjan (1948-1949)
- - Nina Maksimeljanova (1960-1976)
- - Jevgeni Gomelski (1973-1978)
- - Aleksandr Bolosjev (1982-1984)
- - Aleksandr Sidjakin (1984-1987)
- Tatjana Ovetsjkina (1990-2002)
- Aleksandr Chartsjenkov (2002-2003)
- Fabio Fossati (2003-2004)
- Armands Krauliņš (2005)
- Boris Sokolovski (2005-2006)
- Ainars Zvirgzdiņš (2006-2008)
- Natália Hejková (2008-2009)
- Sergej Schepotkin (2009-2011)
- Vladimir Sjtam (2011-2016)
- Andrej Doloptsji (2016-2018)
- Aleksej Sjirkov (2018-2020)
- Andrej Potapov (2020-heden)